# Vickie Johnson
Vickie Annette Johnson (ur. 15 kwietnia 1972) – amerykańska koszykarka, grająca na pozycji rzucającej, po zakończeniu kariery zawodniczej trenerka koszykarska, obecnie asystentka trenerki Atlanty Dream.
9 grudnia 2020 została trenerką Dallas Wings. 9 lutego 2023 objęła funkcję asystentki trenerki Atlanty Dream.

## Osiągnięcia
Na podstawie, o ile nie zaznaczono inaczej.

### Zawodnicze

#### NCAA
- Wicemistrzyni NCAA (1994)
- Uczestniczka rozgrywek:
  - Elite 8 turnieju NCAA (1993, 1994, 1996)
  - Sweet 16 turnieju NCAA (1993–1996)
- Mistrzyni:
  - turnieju konferencji Sun Belt (1994, 1996)
  - sezonu regularnego Sun Belt (1993–1996)
- Zawodniczka roku:
  - Sun Belt (1995, 1996)
  - Luizjany (1996)
- MVP turnieju konferencji Sun Belt (199?)
- Zaliczona do:
  - I składu:
    - All-American (1995, 1996)
    - Sun Belt (1995, 1996)

  - Galerii Sław Sportu uczelni Louisiana Tech (2007)

#### WNBA
- Wicemistrzyni WNBA (1997, 1999, 2000, 2002, 2008)
- Uczestniczka meczu gwiazd WNBA (1999, 2001)
- Laureatka Kim Perrot Sportsmanship Award (2008)
- Była jedną z kandydatek do składu WNBA All-Decade Team
- Zaliczona do New York Liberty Ring of Honor (2011)

#### Inne
Drużynowe
- Mistrzyni Izraela (1999)
- Wicemistrzyni:
  - pucharu:
    - Ronchetti (1999)
    - Węgier (2008)

  - Węgier (2007, 2008)
- Brąz:
  - EuroCup (2008)
  - pucharu Węgier (2007)

Indywidualne
- Uczestniczka meczu gwiazd Euroligi (2006, 2007)

### Trenerskie
- Wicemistrzostwo WNBA (2020 jako asystentka trenera)[5]